# Alcides metaurus
Alcides metaurus is een vlinder uit de familie van de uraniavlinders (Uraniidae). De wetenschappelijke naam van de soort is voor het eerst geldig gepubliceerd in 1856 door Hopffer.

## Leefwijze
Deze dagactieve vlinder rust 's nachts in een boomkruin.

## Verspreiding en leefgebied
De soort komt voor in de tropische regenwouden in het noorden van Queensland in Australië.